# 1584
1584 (MDLXXXIV) byl rok, který dle gregoriánského kalendáře započal nedělí.

## Události
- Pondělí 6. ledna bylo poslední dnem juliánského kalendáře v Čechách a Rakousku. Následujícím dnem bylo úterý 17. ledna gregoriánského kalendáře.
- Po 12. lednu následoval ve Slezsku kvůli změně kalendáře 23. leden.
- 3. října → 14. října – změna kalendáře na Moravě
- morová epidemie na Moravě

### Probíhající události
- 1562–1598 – Hugenotské války
- 1568–1648 – Osmdesátiletá válka
- 1568–1648 – Nizozemská revoluce

## Narození
Česko
- ? – Matěj Burnatius, kněz, rekatolizátor na Jičínsku († 9. srpna 1629)
- ? – Svatý Melichar Grodecký, mučedník, patron ostravsko-opavské diecéze († 7. září 1619)

Svět
- 29. ledna – Frederik Hendrik Oranžský, princ oranžský, nizozemský místodržitel († 14. března 1647)
- 12. února – Caspar van Baerle, holandský humanista, teolog, historik a básník († 14. ledna 1648)
- 23. května – Maxmilián z Trauttmansdorffu, nejvyšší císařský hofmistr, císařský komorník a diplomat († 7. června 1650)
- 13. června – Mijamoto Musaši, slavný japonský šermíř
- 16. září
  - Francisco Correa de Arauxo, andaluský varhaník a hudební skladatel († 1654)
  - Matyáš Gallas, císařský generál († 25. dubna 1647)
- 10. listopadu – Kateřina Švédská, matka švédského krále Karla X. Gustava († 13. prosince 1638)
- 22. prosince – Aram Banu Begum, mughalská princezna († 17. června 1624)
- 25. prosince – Markéta Habsburská, manželka Filipa III. Španělského, španělská, portugalská, neapolská a sicilská královna († 3. října 1611)
- ? – Francis Beaumont, anglický dramatik († 6. března 1616)
- ? – Carlo Carafa st. (biskup a nuncius), papežský diplomat a spisovatel († 7. dubna 1644)
- ? – Jean-François de Gondi, první pařížský arcibiskup († 21. března 1654)
- ? – Giovanni Battista Braccelli, italský malíř a mědirytec pozdního manýrismu († 1609)
- ? – Chu Čeng-jen, čínský malíř, kaligraf, řezbář pečetí († 1674)

## Úmrtí
Česko
- 18. prosince – Ladislav II. Popel z Lobkovic, český šlechtic (* 1502)

Svět
- 18. března – Ivan IV., ruský car (* 25. srpna 1530)
- 21. dubna – Francisco de Toledo, místokrál Peru (* 10. června 1515)
- 13. června – Johannes Sambucus, slovenský básník, lékař a polyhistor (* 30. července 1531)
- 19. června – František z Anjou, nejmladší syn francouzského krále Jindřicha II. (18. března 1555)
- 10. července – Vilém I. Oranžský, nizozemský politik († 24. dubna 1533)
- 13. července – Balthasar Gérard, vrah Viléma I. Oranžského (* 1557)

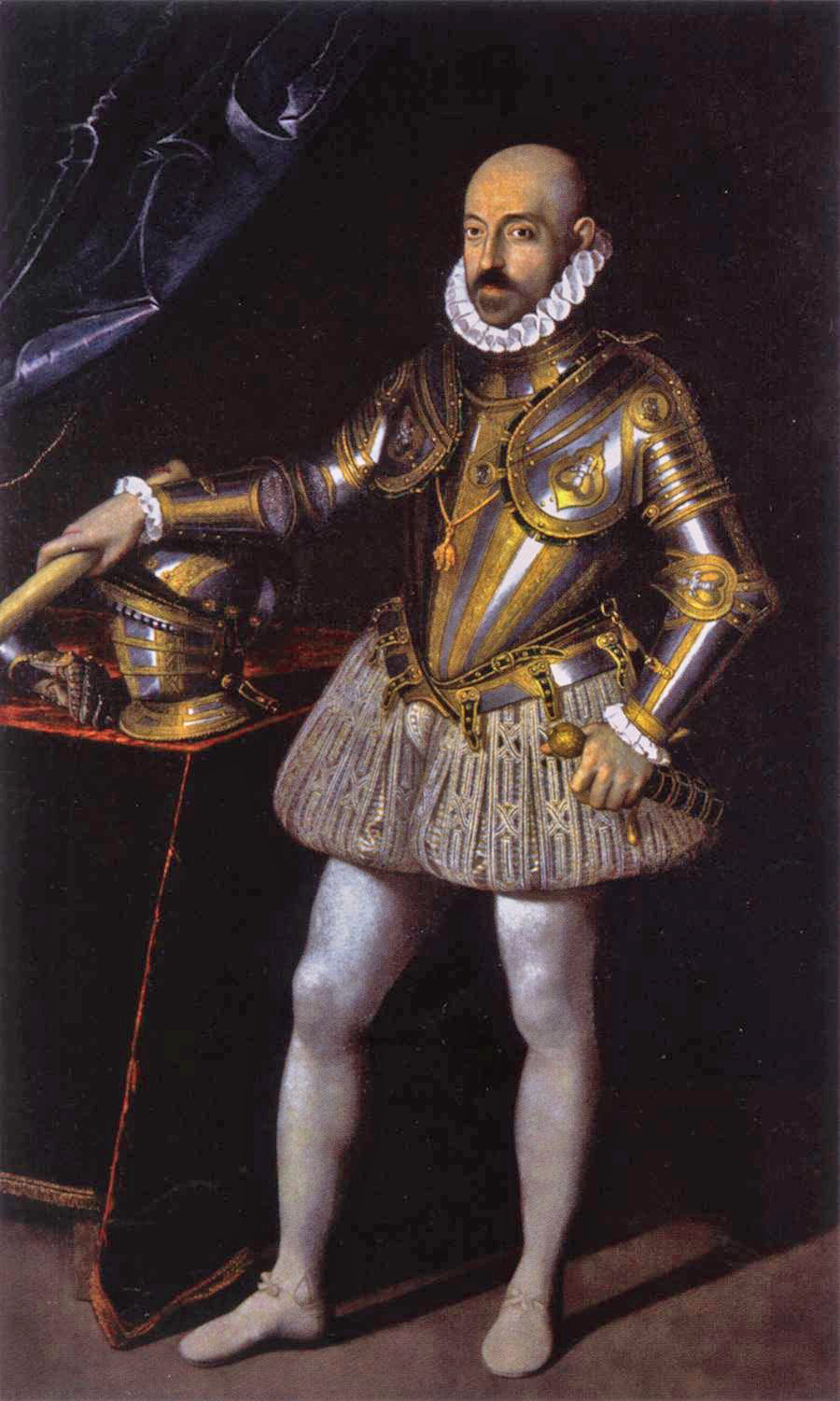
Marcantonio II. Colonna

- 1. srpna – Marcantonio II. Colonna, generální kapitán Církve a místokrál Sicílie (* 26. února 1535)
- 22. srpna – Jan Kochanowski, polský renesanční básník (* 1530)
- 3. listopadu – sv. Karel Boromejský (* 1538)
- 26. prosince – Giovanni Francesco Commendone, italský kardinál a diplomat (* 17. března 1523)
- ? – Bernal Díaz del Castillo, španělský voják a kronikář (* 1496)
- ? – Péter Bornemisza, maďarský protestantský kazatel a spisovatel (* 22. února 1535)

## Hlavy států
- České království – Rudolf II.
- Svatá říše římská – Rudolf II.
- Papež – Řehoř XIII.
- Anglické království – Alžběta I.
- Francouzské království – Jindřich III.
- Polské království – Štěpán Báthory
- Uherské království – Rudolf II.
- Švédské království – Jan III. Švédský
- Dánsko-Norsko – Frederik II. Dánský
- Rusko – Fjodor I. Ivanovič
- Španělsko – Filip II. Španělský
- Portugalsko – Filip II. Španělský
- Osmanská říše – Murad III.
- Mughalská říše – Akbar Veliký
- Perská říše – Muhammad Chodábende